# Kearsney–Stanger Light Railway
| 0-4-0T der Kearsney-Stanger Light Railway, 1903 |                     |                                               |                                               |
| Streckenlänge: | 12,8 km             |                                               |                                               |
| Spurweite: | 610 mm (2-Fuß-Spur) |                                               |                                               |
| |                     |                                               |                                               |
| \| \| 0 \| Kearsney Manor Teefabrik von Sir Liege Hulett \| Kearsney Manor Teefabrik von Sir Liege Hulett \| \| \| \| Straße von Stanger nach Grey Town \| \| \| \| 4,8 \| Heutiges Postamt von Kearsney \| Heutiges Postamt von Kearsney \| \| \| \| Balcomb Estates bei Doctor's-Kop-Farm \| \| \| \| \| heutige New Town \| \| \| \| \| Lot. 327 \| \| \| \| \| Curtis Smith Street \| \| \| \| \| Lot 584 \| \| \| \| \| 1st Avenue \| \| \| \| \| Theunissen Road \| \| \| \| \| Transformator Borough, Lavoipierre-Gebäude \| \| \| \| 12,8 \| Stanger (heute KwaDukuza) \| Stanger (heute KwaDukuza) \| \| \| \| Bahnstrecke Stanger–Durban \| \| |                     |                                               |                                               |
| Kopfbahnhof Streckenanfang (Strecke außer Betrieb) | 0                   | Kearsney Manor Teefabrik von Sir Liege Hulett | Kearsney Manor Teefabrik von Sir Liege Hulett |
| Bahnübergang (Strecke außer Betrieb) |                     | Straße von Stanger nach Grey Town             | Straße von Stanger nach Grey Town             |
| Haltepunkt / Haltestelle (Strecke außer Betrieb) | 4,8                 | Heutiges Postamt von Kearsney                 | Heutiges Postamt von Kearsney                 |
| Strecke (außer Betrieb) |                     | Balcomb Estates bei Doctor's-Kop-Farm         | Balcomb Estates bei Doctor's-Kop-Farm         |
| Strecke (außer Betrieb) |                     | heutige New Town                              | heutige New Town                              |
| Strecke (außer Betrieb) |                     | Lot. 327                                      | Lot. 327                                      |
| Strecke (außer Betrieb) |                     | Curtis Smith Street                           | Curtis Smith Street                           |
| Strecke (außer Betrieb) |                     | Lot 584                                       | Lot 584                                       |
| Strecke (außer Betrieb) |                     | 1st Avenue                                    | 1st Avenue                                    |
| Bahnübergang (Strecke außer Betrieb) |                     | Theunissen Road                               | Theunissen Road                               |
| Strecke (außer Betrieb) |                     | Transformator Borough, Lavoipierre-Gebäude    | Transformator Borough, Lavoipierre-Gebäude    |
| Kopfbahnhof Streckenende (Strecke außer Betrieb) | 12,8                | Stanger (heute KwaDukuza)                     | Stanger (heute KwaDukuza)                     |
| Bahnhof quer |                     | Bahnstrecke Stanger–Durban                    | Bahnstrecke Stanger–Durban                    |

Die Kearsney–Stanger Light Railway war eine 12,8 km lange Schmalspurbahn mit einer Spurweite von 610 mm zwischen Kearsney Manor und Stanger (heute KwaDukuza) in der Kolonie Natal (heute KwaZulu-Natal in Südafrika). Sie wurde am 2. Januar 1901 eingeweiht und bis etwa 1944  betrieben.

## Geschichte
Die Bahn bediente die Tee-Plantagen von Messrs. J. L. Hulett & Sons. Ltd. Die Gesamtkosten für den Bau und die Beschaffung der Schienenfahrzeuge betrugen 18.5oo £, einschließlich aller Bauten und Stationsgebäude, Lokomotiven, Wagen, Zäune usw. Sie wurde mit einer Spurweite von 2 Fuß (610 mm) und Schienen mit einem Metergewicht von 15 kg/m (30 Pfund/Yard) errichtet. Die maximale Steigung war 1 zu 30 (33 ‰), wobei 300 m Höhenunterschied überwunden wurden.
Die Eisenbahn wurde am 2. Januar 1901 feierlich eröffnet. Die Fahrt dauerte bergauf 1½ Stunden nach Kearsney und bergab 1 Stunde bis Stanger. Passagiere der ersten und dritten Klasse zahlten jeweils in 1s. erster Klasse und 6d. dritter Klasse.

## Lokomotiven

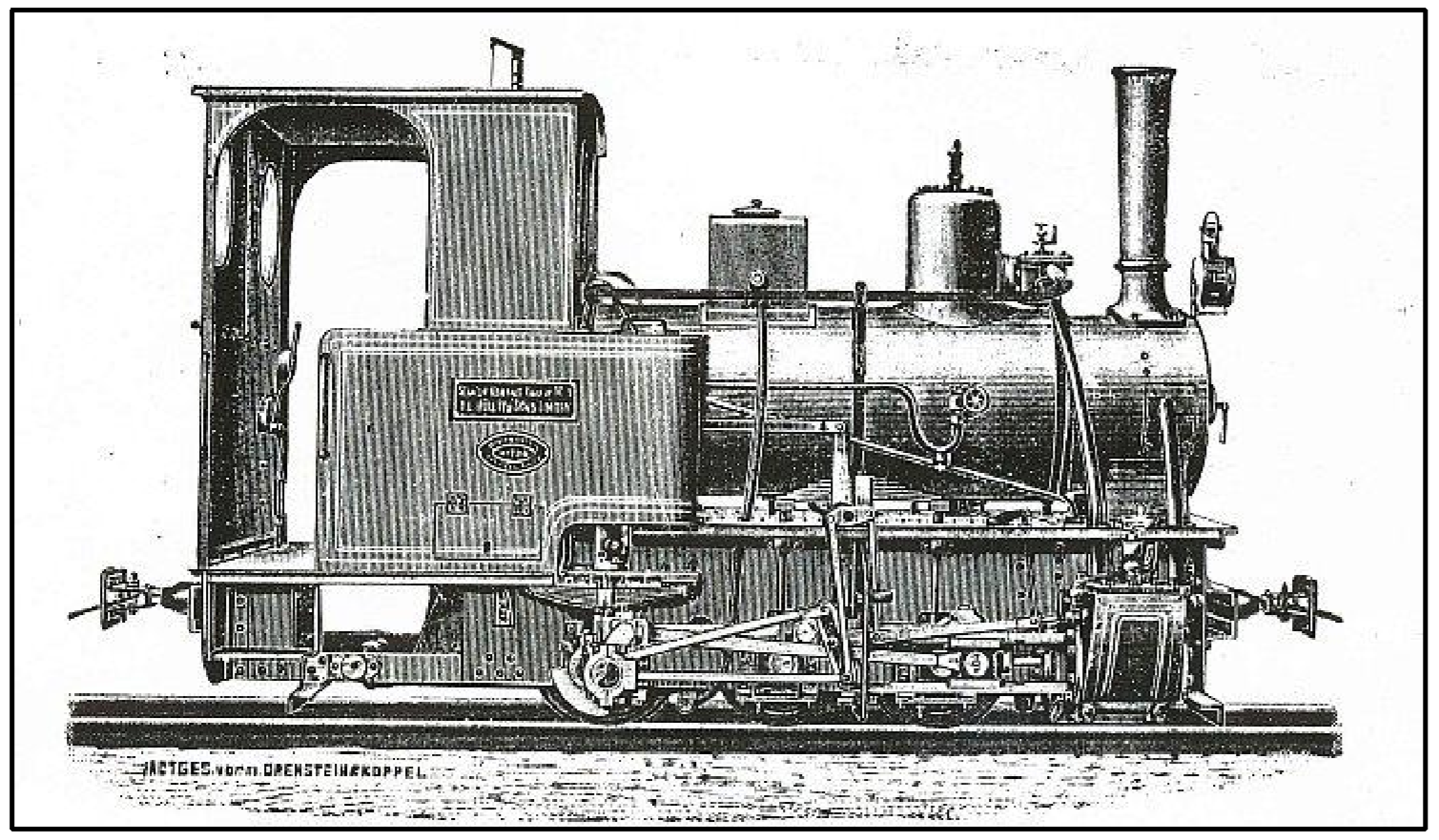
0-6-0T der Stanger Kearnsey Light Railway mit außenliegendem Rahmen

Die eingesetzten Orenstein & Koppel Dampflokomotiven hatten eine Leistung von 30 bzw. 50 PS, wobei die größere eine Ladung von 20 Tonnen transportieren konnte. Nr. 723 war eine zweiachsige 0-4-0T 30-PS-Lokomotive mit innenliegendem Rahmen, die im August 1900 fertig gestellt wurde, und Nr. 724 war eine dreiachsige 0-6-0T 50-PS-Lokomotive mit außenliegendem Rahmen, die im Juli 1900 fertig gestellt wurde.
Vermutlich wurde außerdem noch die am 20. Oktober 1903 fertiggestellte Kerr Stuart Dampflokomotive Nr. 764 der Waterloo-Klasse mit der Achsfolge 0-4-2 eingesetzt, deren Baukosten auf 776 £ geschätzt wurden. Sie wurde für einen Komplettpreis von 1.038 £ nach Durban verschifft.